# Nova Alvorada
Nova Alvorada este un oraș în Rio Grande do Sul (RS), Brazilia.